# Три Сестри (Альберта)
Три Сестри (англ. Three Sisters) — три вершини поблизу Кенмора, Альберта, Канада. Окремо вони відомі під назвами Велика Сестра, Середня Сестра та Мала Сестра (Big Sister, Middle Sister, та Little Sister, відповідно).
Традиційною мовою народу накода вершини теж описують як «три сестри». Назва пов'язана з історією про Ĩ-ktomnĩ — стариганя чи хитруна, який обіцяв видати цих «трьох сестер» заміж щоразу, коли потрапляв у халепу.

## Історія
1883 року Альберт Роджерс, племінник Майора А. Б. Роджерса, уперше дав назву цим трьом вершинам:
Вночі була досить-таки серйозна хурделиця, і коли ми прокинулися вранці та виглянули з намета, я помітив, що кожна з трьох вершин має важкий покров снігу з північного боку, і я промовив до хлопців: «Гляньте на Трьох Черниць».
Таким чином, спочатку три вершини були відомі під назвою «Три Черниці», та пізніше їх перейменували на «Три Сестри». Оця остання назва вперше з'явилась на карті Джорджа Мерсера Доусона 1886 року, який, очевидно, дізнався про цю назву від місцевих, і яка, до того ж, була більш доречною з точки зору протестантизму.

## Вершини
| Вершина                                   | Висота | Координати                                                                      | Перше сходження |
| ----------------------------------------- | ------ | ------------------------------------------------------------------------------- | --------------- |
| Велика Сестра (Віра, англ. Faith)         | 2,936  | 51°0′56.51″ пн. ш. 115°21′8.37″ зх. д. / 51.0156972° пн. ш. 115.3523250° зх. д. | 1887 рік        |
| Середня Сестра (Милосердя, англ. Charity) | 2769   | 51°1′19.64″ пн. ш. 115°20′26″ зх. д. / 51.0221222° пн. ш. 115.34056° зх. д.     | 1921 рік        |
| Мала Сестра (Надія, англ. Hope)           | 2,694  | 51°1′35″ пн. ш. 115°19′56″ зх. д. / 51.02639° пн. ш. 115.33222° зх. д.          | 1925 рік        |

Велика Сестра — помірна для скремблінгу на південно-західних схилах, у той час як скремблінг Середньої Сестри значно легший з боку струмка Стюарт-Крік. Натомість сходження на Малу Сестру вже є складнішим та вимагає більш технічних навичок скелелазіння. Траверс Трьох Сестер є непевним та небезпечним, тому його рідко практикують.

## Галерея
|                                               |
| Три Сестри віддзеркалюються в плесі річки Боу |

|                                         |
| Вид на Три Сестри з гори Піджен-Маунтін |

|                             |
| Вид на Три Сестри з Кенмора |